# Imagine (álbum de Armin van Buuren)
Imagine é o terceiro álbum de estúdio de trance music do DJ e produtor Armin van Buuren, lançado em 18 de abril de 2008, na Holanda.
O primeiro single do álbum, "Going Wrong", foi apresentado no programa de rádio de Van Buuren State Of Trance. O single é uma colaboração entre Armin van Buuren, DJ Shah e Chris Jones. O álbum também conta com a participação da vocalista da banda de Symphonic Metal Within Temptation a cantora Sharon den Adel na faixa In and Out of Love.
Imagine debutou na posição #5 na parada US Billboard's Top Electronic Albums.

## Faixas
1. "Imagine" - 9:27
2. "Going Wrong" (feat. DJ Shah and Chris Jones) - 5:36
3. "Unforgiveable" (feat. Jaren) - 8:04
4. "Face To Face" - 7:29
5. "Hold On To Me" (feat. Audrey Gallagher) - 7:16
6. "In and Out of Love" (feat. Sharon den Adel) - 6:01
7. "Never Say Never" (feat. Jacqueline Govaert) - 6:59
8. "Rain" (feat. Cathy Burton) - 7:11
9. "What If " (feat. Vera Ostrova) - 7:17
10. "Fine Without You" (feat. Jennifer Rene) - 6:26
11. "Intricacy" - 7:07